# Hor (gaas)
Een hor of vliegenraam is een stuk gaas dat voor een raam of deur kan worden geplaatst om insecten en spinnen buiten te houden, maar wel lucht vrij in of uit te laten stromen. Horren met fijne mazen kunnen ook stuifmeel en andere fijne deeltjes tegenhouden, wat vooral gewenst is voor mensen met hooikoorts.
Het gaas bestaat meestal uit metaal, nylon of textiel dat in een houten of aluminium kader gespannen is en op het raamkozijn of in de deurpost bevestigd wordt. Het kader kan verwijderd worden of op een scharnier draaibaar zijn. Verder bestaan er horren die opgerold kunnen worden zoals een rolgordijn. 
Wordt muskietengaas boven een bed gehangen, dan spreekt men van een klamboe.